# Saint-Étienne-d’Orthe
Saint-Étienne-d’Orthe (okzitanisch Sent Estiene) ist eine französische Gemeinde mit 732 Einwohnern (Stand 1. Januar 2022) im Département Landes in der Region Nouvelle-Aquitaine (vor 2016 Aquitaine) im Südwesten Frankreichs. Sie gehört zum Arrondissement Dax und zum Kanton Orthe et Arrigans.
Die Einwohner werden Stéphanois genannt.

## Geografie
Saint-Étienne-d’Orthe liegt rund 24 Kilometer nordöstlich von Bayonne und etwa 21 Kilometer südwestlich von Dax am Adour, der die Gemeinde im Westen begrenzt. Nachbargemeinden sind Pey im Norden und Nordwesten, Orist im Nordosten, Port-de-Lanne im Süden und Osten, Sainte-Marie-de-Gosse im Südwesten, Saint-Martin-de-Hinx im Westen sowie Saint-Jean-de-Marsacq im Nordwesten.

## Bevölkerungsentwicklung
| Jahr                       | 1962 | 1968 | 1975 | 1982 | 1990 | 1999 | 2006 | 2018 |
| Einwohner                  | 498  | 502  | 455  | 439  | 407  | 466  | 541  | 705  |
| Quellen: Cassini und INSEE |      |      |      |      |      |      |      |      |

## Sehenswürdigkeiten
- Kirche Saint-Étienne, Monument historique

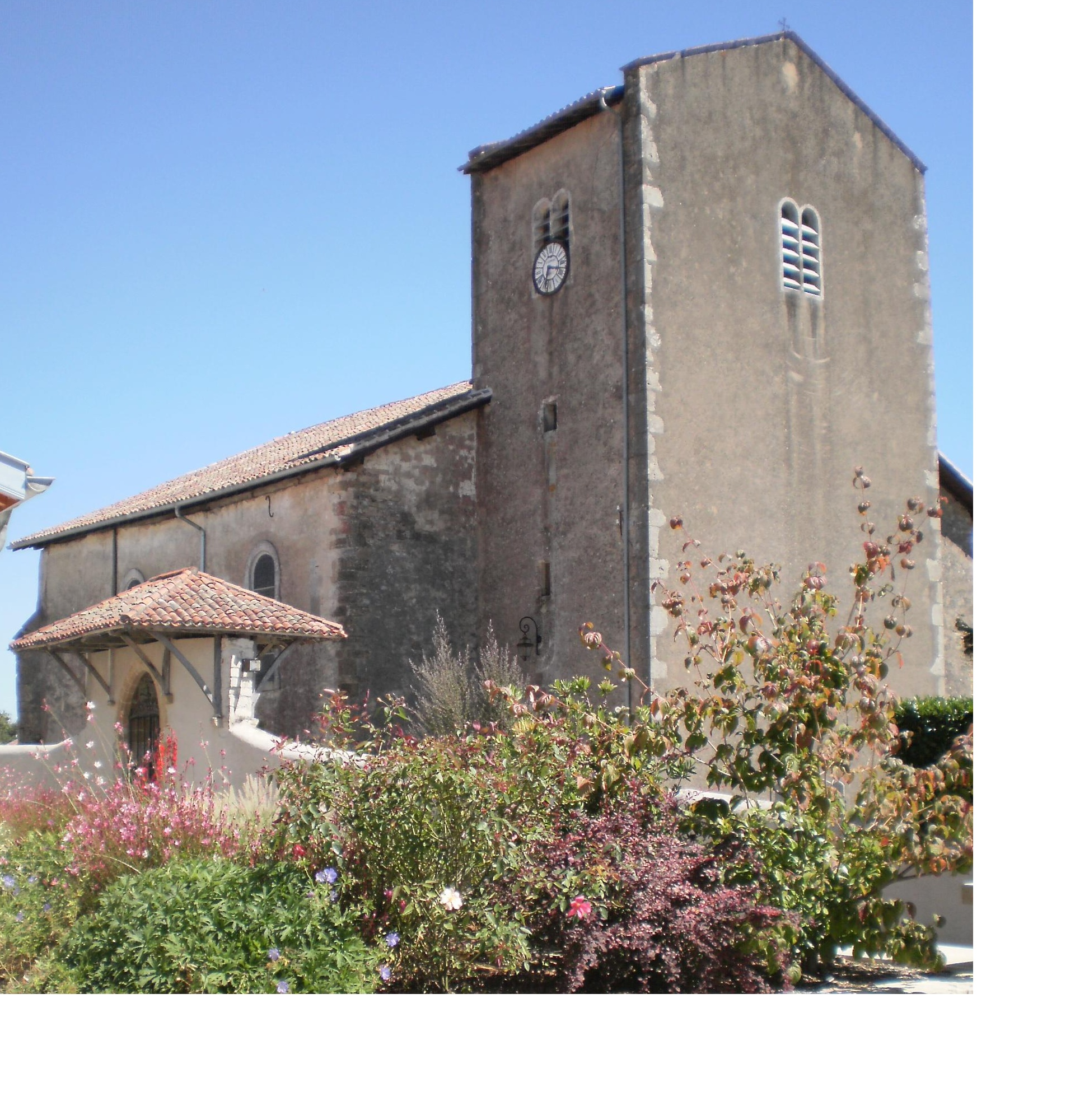
Kirche Saint-Étienne
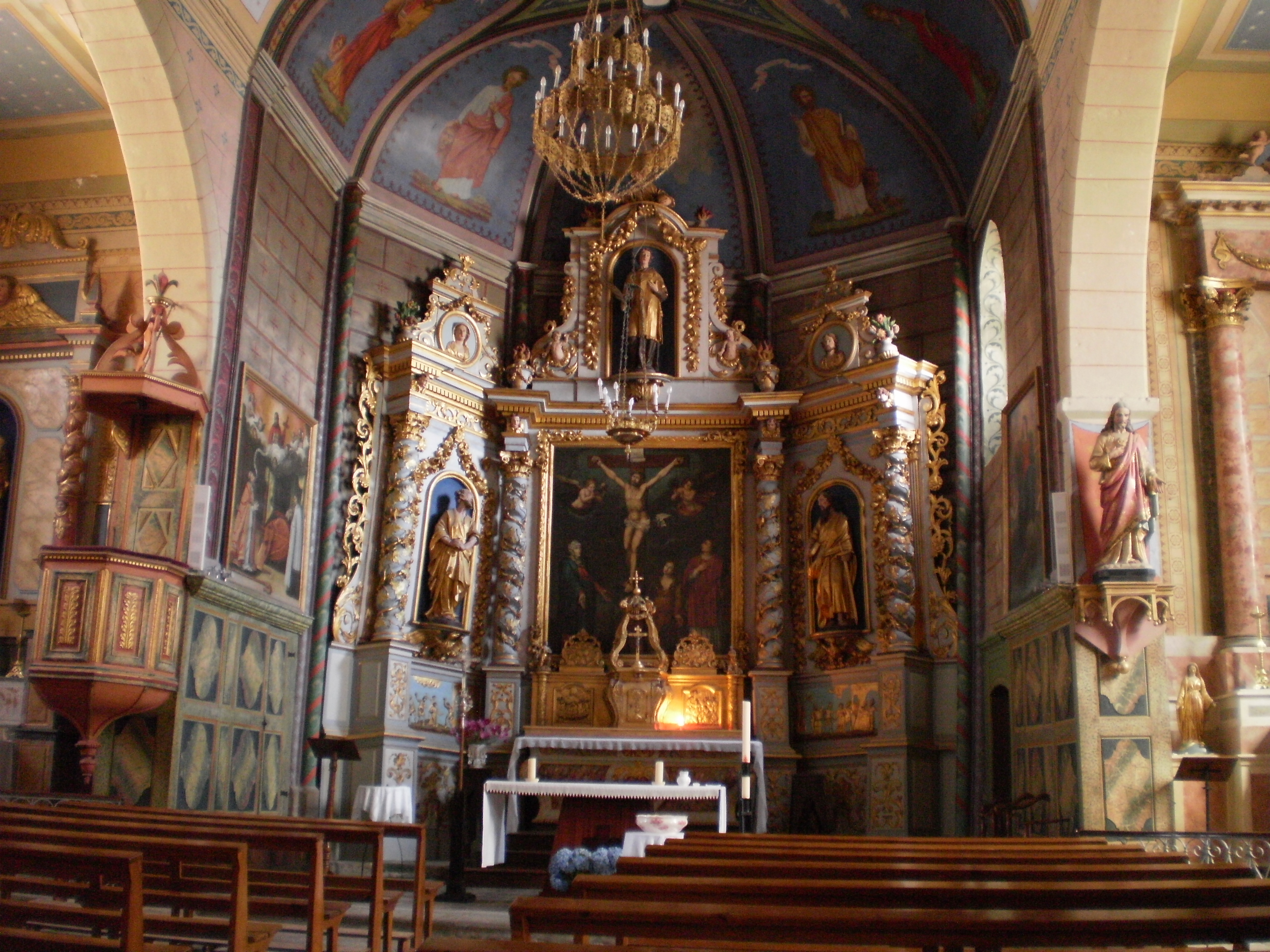
Innenansicht der Kirche